# قائمة المصابين بمتلازمة غيلان باريه

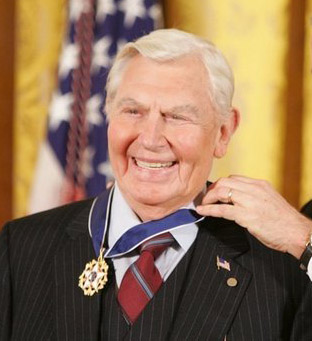
الممثل الأمريكي أندي جريفيث، وكان قد أُصيب بالمتلازمة في عام 1983، وحصل على جائزةٍ من البيت الأبيض في عام 2005.

تأثر عددٌ من الأشخاص البارزين (أو المشهورين) بمتلازمة غيلان باريه (GBS)، وهي متلازمةٌ نادرةٌ تؤثر على الجهاز العصبي المحيطي.
- أُصيب ماركوس بابل بالمتلازمة عام 2001، وهو لاعب كرة قدم دولي سابق، وكان ذلك بعد فترةٍ من إصابته بفيروس إبشتاين-بار، وتسبب المرض في ابتعاده عن كرة القدم لعامٍ كاملٍ تقريبًا أمضاه بين المرضين.[1]
- توني بن، وهو سياسي بريطاني[2]
- جيك بورتون كاربنتر، كان مُصابًا بنوع ميلر فيشر الفرعي.[3]
- الممثلة راشيل شاغال أُصيبت بالمتلازمة عام 1982.[4]
- باتريك إيفز، وهو لاعب هوكي جليد محترف.
- توم إدليفسين، وهو لاعب تنس أمريكي.[5]
- أنطوني فيشر، وهو رئيس أساقفة سيدني الكاثوليكي.[6]
- ترافيس فريدريك، وهو لاعب كرة قدم أمريكي.[7]
- رودي جاينز، حائز على الميدالية الذهبية الأولمبية الأمريكية في السباحة.[8]
- صموئيل غولدشتاين، لاعب تنس طاولة أمريكي.[9]
- أندي جريفيث، وهو ممثل أمريكي، أُصيب بالمتلازمة في عام 1983.[10]
- جوزيف هيلر، وهو مؤلف أمريكي، أُصيب بالمتلازمة في عام 1981[11]
- سكوت ماكنزي، وهو مغني وكاتب أغاني أمريكي، توفي عام 2012 عن عمر 73 عامًا بسبب متلازمة غيلان باريه.[12]
- سابين موسيير، وهي ممثلة مكسيكية[13]
- لينا نيمان، وهي ممثلة سويدية.
- ويليام بيري، وهو لاعب كرة قدم أمريكي، أُصيب بالمتلازمة في عام 2008.[14]
- فابيو بيساكاني، وهو لاعب كرة القدم الإيطالي[15]
- نورتون سيمون، وهو صناعي وفاعل خير أمريكي[16]
- أوسكار تاباريز، وهو مدير منتخب أوروغواي لكرة القدم[17]
- مورتن ويغهورست، وهو لاعب كرة قدم دنماركي السابق ومدرب كرة القدم[18]

## حالات محتملة
- أُصيب فرانكلين روزفلت، الرئيس الأمريكي الثاني والثلاثون، بشللٍ في عام 1921، وكان عمره آنذاك 39 عامًا. كانت الأعراض الرئيسية تتضمن الحمى، وشلل متماثل تصاعدي، وشلل في الوجه، مع ضعفٍ في الأمعاء والمثانة، وخدرٍ وفرط في الحساسية. وقد بقي مصابًا بالشلل الدائم من الخصر إلى الأسفل. شُخّص بشلل الأطفال آنذاك، ولكن أعراضه كانت أكثر اتساقًا مع متلازمة غيلان باريه، والتي فشل أطبائه في اعتبارها احتمالًا للتشخيص.[19][20]
- توفي الإسكندر الأكبر بمرضٍ بدأ بعد ليلةٍ من شربه 12 لترًا من النبيذ، حيث في صباح اليوم التالي كان يعاني من ألمٍ حادٍ في البطن وحمىً شديدة، وكان طريح الفراش متألمًا، وفقد قدرته على الحركة تدريجيًا، ولكن لم يتأثر إدراكه. تتناسب جميع الأعراض مع متلازمة غيلان باريه.[21]